# Göggelsbuch

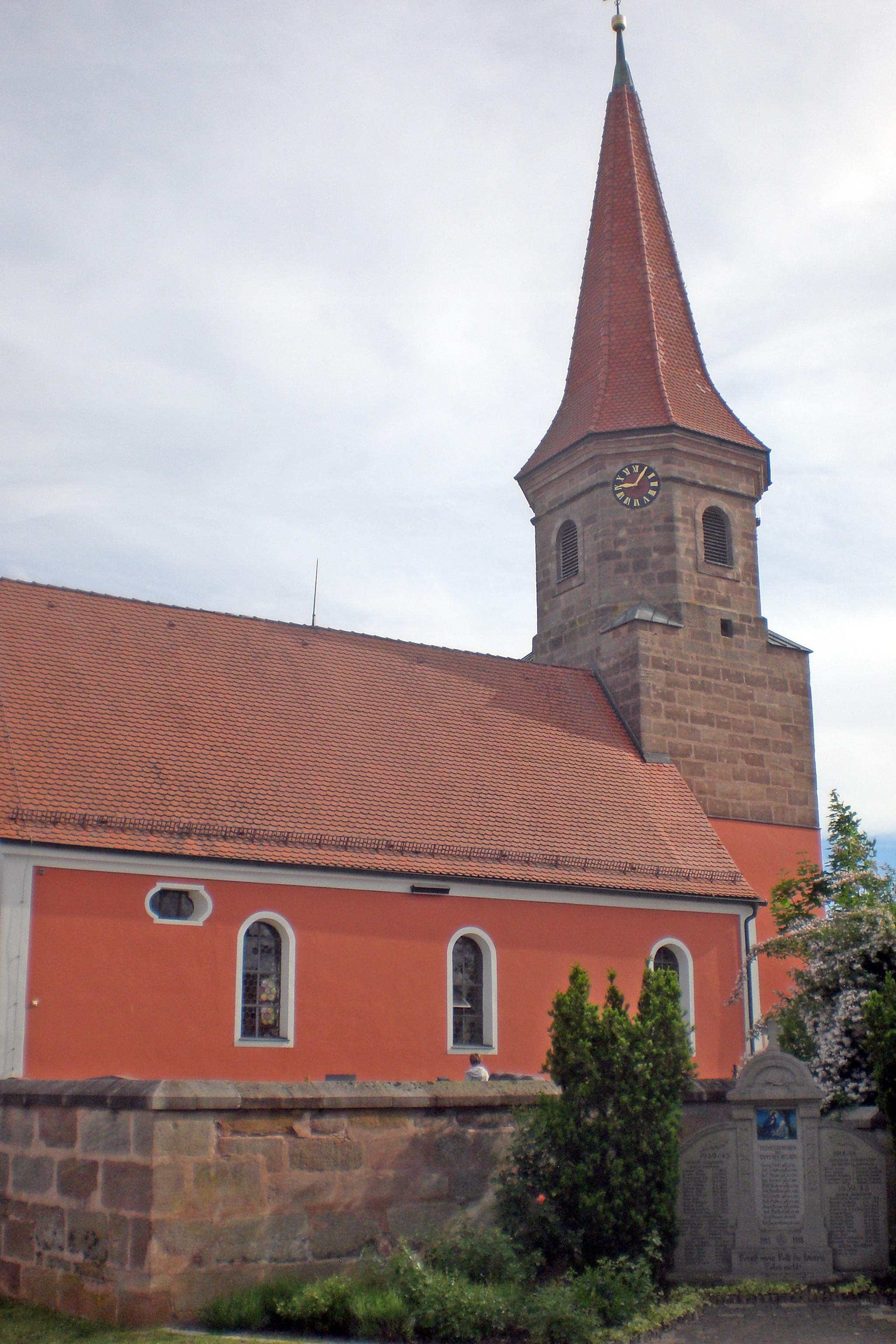
St. Georg (2024)

Göggelsbuch ist ein Gemeindeteil des Marktes Allersberg im Landkreis Roth (Mittelfranken, Bayern). Die Gemarkung Göggelsbuch hat eine Fläche von 4,535 km². Sie ist in 964 Flurstücke aufgeteilt, die eine durchschnittliche Fläche von 4704,65 m² haben. In ihr liegt neben dem namensgebenden Ort der Gemeindeteil Grashof.

## Geographie
Das Pfarrdorf liegt etwa 3,3 km südwestlich des Ortskerns von Allersberg. Unmittelbar östlich von Göggelsbuch verläuft die Bundesautobahn 9. An dieser befindet sich außerdem in unmittelbarer Nähe zum Dorf der Autobahnrastplatz Göggelsbuch. Die Kreisstraße RH 8 führt nach Schönbrunn (2,2 km östlich) bzw. zur Staatsstraße 2225 bei Polsdorf (1,4 km nordwestlich). Gemeindeverbindungsstraßen führen nach Kronmühle (1,4 km westlich) und nach Riedersdorf (1,6 km südlich). Die Schnellfahrstrecke Nürnberg–Ingolstadt führt in Verkehrswegebündelung entlang der A9 am Ort vorbei, es gibt jedoch keinen Haltepunkt (im Netz der S-Bahn Nürnberg ist der nächstgelegene Haltepunkt der Bahnhof Allersberg (Rothsee) weiter nördlich an derselben Strecke).

## Geschichte
1327 wurde  Göggelsbuch in einer Urkunde der Herren von Wolfstein erstmals erwähnt. Im 16. Jahrhundert bestand der Ort aus 34 Anwesen.
Gegen Ende des 18. Jahrhunderts gab es in Göggelsbuch 40 Anwesen, darunter eine Schmiedstatt, ein Gemeindehirtenhaus und ein Mesnerhaus. Das Hochgericht übte das pfalz-neuburgische Landrichteramt Hilpoltstein aus. Die Dorf- und Gemeindeherrschaft hatte das pfalz-neuburgische Pflegamt Allersberg. Grundherren waren das Landrichteramt Allersberg (25 Anwesen), das Landrichteramt Hilpoltstein (13 Anwesen) und die Hofmark Mörlach (2 Anwesen).
Im Rahmen des Gemeindeedikts (frühes 19. Jahrhundert) wurde Göggelsbuch dem Steuerdistrikt Heuberg zugeordnet. Zugleich entstand die Ruralgemeinde Göggelsbuch. Nach 1820 kam von der Gemeinde Heuberg Grashof hinzu. Die Gemeinde Göggelsbuch war in Verwaltung und Gerichtsbarkeit dem Landgericht Hilpoltstein zugeordnet und in der Finanzverwaltung dem Rentamt Hilpoltstein (1919 in Finanzamt Hilpoltstein umbenannt). Ab 1862 gehörte Göggelsbuch zum Bezirksamt Neumarkt in der Oberpfalz. Die Gerichtsbarkeit blieb beim Landgericht Hilpoltstein (1879 in Amtsgericht Hilpoltstein umbenannt), seit 1973 ist das Amtsgericht Schwabach zuständig. 1880 wurde Göggelsbuch dem neu gebildeten Bezirksamt Hilpoltstein zugeordnet (1939 in Landkreis Hilpoltstein umbenannt). Die Gemeinde hatte 1964 eine Gebietsfläche von 4,549 km². Am 1. Juli 1971 erfolgte im Zuge der Gebietsreform in Bayern die Eingemeindung nach Allersberg. Seit dem 1. Juli 1972 gehört Göggelsbuch zum Landkreis Roth.

### Baudenkmäler
In Göggelsbuch gibt es zwei Baudenkmäler:
- römisch-katholische Expositur St. Georg
- Expositurhaus

### Bodendenkmäler
In der Gemarkung Göggelsbuch gibt es drei Bodendenkmäler.

### Einwohnerentwicklung
Gemeinde Göggelsbuch
| Jahr      | 1818   | 1836   | 1852   | 1855   | 1861   | 1867   | 1871   | 1875   | 1880   | 1885   | 1890   | 1895   | 1900   | 1905   | 1910   | 1919   | 1925   | 1933   | 1939   | 1946   | 1950   | 1952   | 1961   | 1970   |
| Einwohner | 195    | 248    | 243    | 240    | 235    | 227    | 223    | 219    | 224    | 231    | 235    | 239    | 247    | 253    | 256    | 266    | 252    | 259    | 244    | 301    | 302    | 298    | 264    | 253    |
| Häuser    | 44     | 45     |        |        |        |        | 50     |        |        | 50     | 50     |        | 48     |        |        |        | 45     |        |        |        | 49     |        | 54     |        |
| Quelle    | [ 16 ] | [ 17 ] | [ 18 ] | [ 18 ] | [ 19 ] | [ 20 ] | [ 21 ] | [ 22 ] | [ 23 ] | [ 24 ] | [ 25 ] | [ 26 ] | [ 27 ] | [ 26 ] | [ 28 ] | [ 26 ] | [ 29 ] | [ 26 ] | [ 26 ] | [ 26 ] | [ 30 ] | [ 26 ] | [ 11 ] | [ 31 ] |

Ort Göggelsbuch
| Jahr      | 001818 | 001836 | 001861 | 001871 | 001885 | 001900 | 001925 | 001950 | 001961 | 001970 | 001987 | 002011 |
| Einwohner | 195    | 241    | 227    | 217    | 222    | 238    | 247    | 291    | 256    | 249    | 347    | 510    |
| Häuser    | 44     | 44     |        |        | 48     | 46     | 44     | 47     | 52     |        | 93     |        |
| Quelle    | [ 16 ] | [ 17 ] | [ 19 ] | [ 21 ] | [ 24 ] | [ 27 ] | [ 29 ] | [ 30 ] | [ 11 ] | [ 31 ] | [ 32 ] | [ 33 ] |

## Religion
Göggelsbuch ist römisch-katholisch geprägt und gehört bis heute zur Kirchengemeinde St. Georg (Göggelsbuch), ursprünglich eine Filiale von St. Johannes der Täufer (Hilpoltstein), heute zur Pfarrei Mariä Himmelfahrt (Allersberg) gehörig. Die Einwohner evangelisch-lutherischer Konfession waren ursprünglich nach Eckersmühlen gepfarrt, seit den 1960er Jahren ist die Pfarrei Hilpoltstein zuständig.